# Penisola Jamal

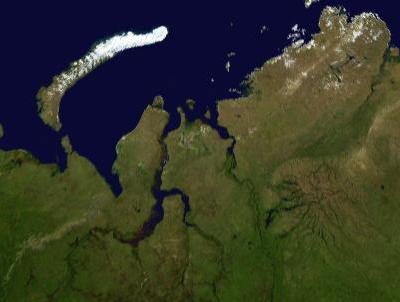
La Siberia nordoccidentale dal satellite: la penisola Jamal è la più occidentale delle tre.

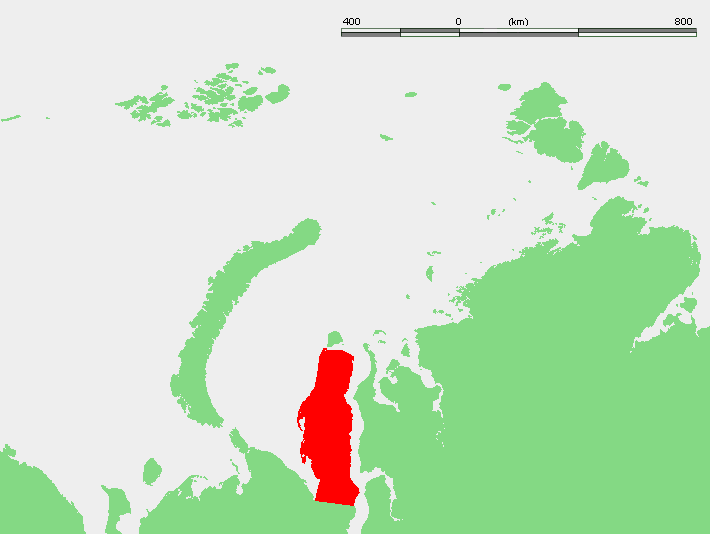
La penisola Jamal, in rosso nella cartina.

La penisola Jamal (in russo Полуостров Ямал?, Poluostrov Jamal) è una vasta penisola della Russia siberiana nordoccidentale, compresa amministrativamente nel territorio del circondario autonomo Jamalo-Nenec. L'etimologia del nome va ricercata nella lingua nenec: ja, terra, e mal, fine.

## Geografia
Si protende nel mare di Kara per circa 700 km, con una larghezza media di 240, mentre il golfo dell'Ob' la separa ad oriente dalla vasta penisola di Gyda e dalla penisola di Taz; all'estremità settentrionale lo stretto di Malygin la separa dall'isola Belyj ("isola bianca"), mentre a sudovest la linea di costa descrive un'insenatura che racchiude la baia della Bajdarata. L'attaccatura della penisola corrisponde abbastanza precisamente con la foce dell'Ob' e con gli estremi lembi settentrionali della catena dei monti Urali.
La penisola Jamal, stante la latitudine (fra i 67° e i 73° N), ha clima polare, con temperature medie di gennaio comprese fra i -22 °C e i -26 °C e medie termiche di luglio che vanno dai 4 °C del nord ai 10 °C del sud; come conseguenza, il manto vegetale assolutamente prevalente è la tundra artica, e solo nell'estremo sud compaiono zone coperte dalla tundra alberata o da sparute macchie di alberi.
La penisola ha una topografia prevalentemente piatta, con una quota media di poche decine di metri sul livello dei mari, ed è ricca di laghi e zone paludose; fra i principali specchi d'acqua sono i laghi Jarroto, Jambuto, Nejto. I principali fiumi che percorrono la penisola sono Sëjacha, Juribej, Charasavėj, Mordy-jacha.
La popolazione è molto scarsa, date le caratteristiche naturali, costituita prevalentemente da Nenci che si dedicano principalmente all'allevamento delle renne; il principale centro urbano è il porto di Novyj Port, sulle costa orientale.
Nella penisola si trovano importanti giacimenti di petrolio e gas naturale che alimenta il gasdotto Jamal-Europa.

## Storia
Le prime notizie sulla regione di Yamal-Nenets e i loro popoli si sono avute nell'XI secolo,ma sembra che i mercanti di  Novgorod abbiano raggiunto queste zone anche prima. Questi viaggiatori, esplorando queste terre hanno dato vita a molte leggende, una delle principali, quella di aver visto piovere dal cielo renne e scoiattoli. Dal 1187 il territorio a sud del fiume Ob venne incluso nella “Sub zona" della grande Novgorod, che dopo la caduta passò nelle mani dei duchi di Mosca, i quali aggiunsero Obdorsk e Yugorsk ai loro titoli nel 1502.
Nel 1592 lo zar Fëdor dette inizio ad una campagna per la conquista finale delle terre del "grande Ob". Nel 1595 uno dei cosacchi costruì un forte chiamato Obdorsk (oggi Salechard, capitale della regione Yamal-Nenets). Nel 1601 il borgo Mangazeya situato sul fiume Taz, fu trasformato in un punto per la riscossione dei tributi ( "yasak") coprendo la vasta zona che va dal fiume Lena fino allo Jenissey. L'inclusione delle terre settentrionali nella struttura del forte Stato russo ha avuto un progressivo significato. La creazione di forti relazioni economiche con i popoli del Nord Ob ha contribuito alla crescente potenza della Russia. Il commercio di pellicce ha permesso alla tesoreria di stato di ottenere redditi e ampliare il fatturato del loro commercio con altri paesi. Nel 1660 la tesoreria siberiana ha contribuito per circa un terzo alle entrate dello stato.
Obdorsk è rimasta a lungo l'unica città dell'Ob del nord. Gradualmente la popolazione è cresciuta fino a raggiungere un cambiamento della divisione amministrativa. Il commercio di pellicce, pesce bianco, avorio, colla di pesce, piume di uccello, betulla, funghi, barche, vestiti e altri beni, hanno sviluppato enormemente questa regione. Nel mese di gennaio e febbraio i Nenets Khanty venivano alla fiera, così come i commercianti di Tobol'sk, Arcangelo e anche da altre regioni. Prima dell'inizio del ventesimo secolo Obdorsk ha esportato fino a 200.000 poods (1 pood è 16,38 kg) di pesci, circa 50.000 pelli da pelliccia (volpe polare, scoiattolo, ermellino, ecc.). A fianco del crescente sviluppo economico nel nord dell ‘Ob è seguita una grossa arretratezza culturale. Cosa che è stata aggravata dai saccheggi durante la guerra civile. Le nuove autorità hanno creato dei nuovi sistemi di approvvigionamento alimentare e di commercio, soprattutto nei villeggi di Yar-Sale, Schuchye, Shuryshkary, inoltre è stato incrementato il livello di istruzione con la quasi totale assenza di analfabetismo e con l'aggiunta del primo centro culturale, sale di lettura, centri di ricreazione e ospedali.
Il 10 dicembre 1930, il comitato centrale esecutivo All Russia ha approvato lo “About organizing National Associations in the districts of Scanty Peoples Settlements”. Uno degli otto distretti organizzati in RSFSR era quello di Yamal, con capitale Obdorsk, incluso nella regione degli Urali. Nel giugno 1933 il villaggio di Obdorsk fu rinominato e il consiglio di villaggio fu trasformato in consiglio comunale. Secondo un censimento della All Union nel 1939, 45.734 persone vivevano in città, tra cui 15.348 nomadi. Durante il periodo anteguerra le risorse economiche si basavano sul pesce e allevamento di renne, pellicce, fino a diventare 10 volte nel 1940. In queste regioni polari si cominciò a coltivare patate, ortaggi, mangimi e colture di vario genere. Nel 1932 furono anche stabiliti i primi voli fra Omsk e Yamal. Particolare attenzione è stata dedicata alla pubblica istruzione. Nel 1940 vi erano 4500 studenti in 46 scuole di quartiere, 28 scuole per bambini. Dal 1940 sono stati creati con 5300 libri, 5 centri Nenets nazionali, 8 chum rossi e 2 centri culturali per gli abitanti.
Durante la seconda guerra mondiale, migliaia di persone dello Yamal sono andate al fronte per difendere la Patria, lasciando donne, vecchi e bambini ad occuparsi della casa, sostenendosi con la pesca, la caccia e pascoli per le renne, dando aiuto al loro paese per la grande vittoria. Dopo la fine della seconda guerra mondiale, lo Stato ha preso misure urgenti per superare le difficoltà economiche e sociali nel Nord. Prima di tutto, le industrie della caccia e della pesca sono state fornite di una migliore attrezzatura tecnica. Un nuovo settore industriale, quello delle pellicce di animali, ha iniziato a svilupparsi rapidamente, allevando volpi argentate, volpi nere, volpi blu e visoni, rendendo anche più redditizio l'allevamento delle renne con l'arrivo di nuove tecniche.
Negli anni seguenti le vie di comunicazione e di trasporto divennero soddisfacenti e nel 1949 la ferrovia raggiunse Labitnangy. Le navi da passeggeri navigavano sui fiumi, il numero di imbarcazioni da carico aumentò, nuovi posti barca automatizzati furono costruiti. Dal 1964 regolari voli aerei furono introdotti, con l'alta velocità per quel tempo: 24 a Tumen, Tazovskii, Tarko-Sale, e in estate, dal 1968 a Mosca. Energia elettrica, telecomunicazioni e servizi postali sono stati nuovamente attrezzati in maniera significativa. Nel 1964 il distretto fu fornito di radio, in onda per la prima volta e nel 1968 di schermo TV alleggerito. Negli anni sessanta del XIX secolo la rete di imprese culturali fu ampliato: furono impiantati 17 centri ricreativi, 39 comunità club, 2 teatri pubblici, 3 scuole musicali, un museo regionale, un centro di arte popolare, mentre 64 biblioteche avevano 500.000 libri e vi erano oltre 100 sale cinematografiche.